# کامارینه جنوبی
کامارینه جنوبی یا کامارینس سور (Camarines Sur) یکی از استان‌های کشور فیلیپین است. این استان در مرکز این کشور قرار گرفته‌است و بخشی از جزایر لوزون به‌شمار می‌رود. مرکز این استان شهر پیلی است. جمعیت آن بیش از یک میلیون و هفتصد هزار نفر است. مساحت این استان پنج هزار و دویست کیلومتر مربع است.